# ویلانووا مونتلئونه
ویلانووا مونتلئونه (به ایتالیایی: Villanova Monteleone) یک کومونه در ایتالیا است که در استان ساساری واقع شده‌است. ویلانووا مونتلئونه ۲۰۲٫۲ کیلومتر مربع مساحت و ۲٬۵۲۸ نفر جمعیت دارد.